# Rodolfo Marma
(Vasco Pratolini, presentazione della mostra personale alla Galleria Le Serrure, Parigi, 1978)
Rodolfo Marmaioli "Marma" (Firenze, 2 agosto 1923 – Firenze, 24 giugno 1998) è stato un pittore e illustratore italiano.

## Biografia
Nacque nel 1923 nel quartiere di Santa Croce, a Firenze, dove frequentò l'Accademia di Belle Arti sotto la guida di Ugo Capocchini, diplomandosi nel 1948. Contemporaneamente frequentò lo studio di Emanuele Cavalli.
Nel 1954 a Firenze nacque Marisa, unica ed amatissima figlia di Rodolfo Marma e di Geraldine Cortese.

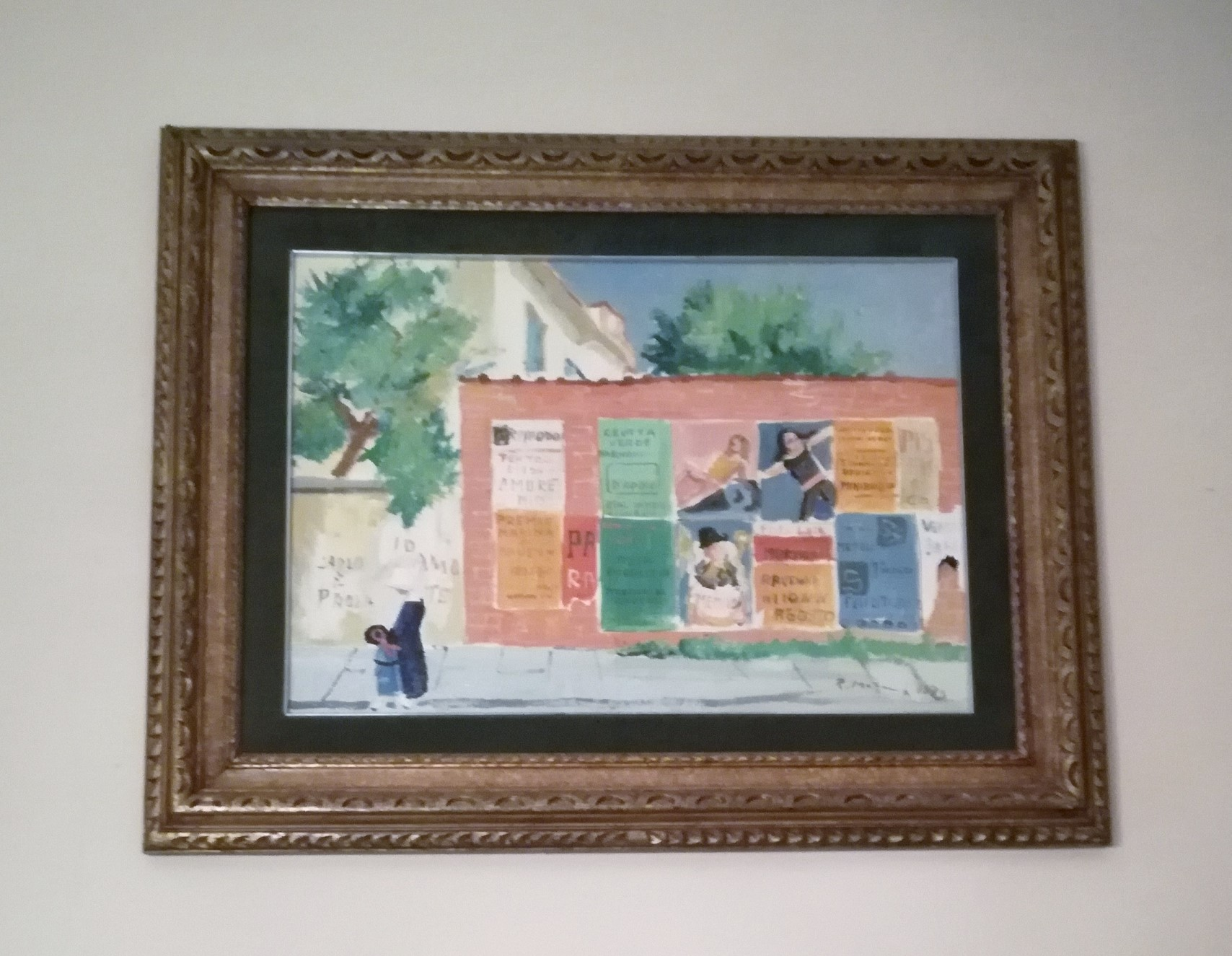
Un'opera di Rodolfo Marma

Dal 1956 al 1958 visse e lavorò a New York, dove tornò anche successivamente. Di importanza è la sua corrispondenza degli anni in cui si trovava in America, dalla quale emerge l'amore e la mancanza per la sua città nativa, e le lettere scambiate con gli amici Vasco Pratolini , Primo Conti e la giovane figlia. 
Nella “generosa terra d'America” gli dedicarono un giorno nel 1965, il “Marma's Day”, mentre negli anni tra il 1967 e il 1972 si concentrerà ad esporre a Firenze.
Marma è stato anche lettore e illustratore di libri, tra cui Il giardino del cavaliere di Mario Mattolini (ed. Mori, Firenze, 1963) e Quando Firenze era capitale di Marcello Vannucci (ed. Bonechi, 1975).
Sue opere si trovano in collezioni pubbliche e private in Europa e negli Stati Uniti, tra cui la Casa Bianca a Washington e il Museo di San Antonio in Texas. A Firenze suoi dipinti sono presenti alla Galleria d'arte moderna di Palazzo Pitti e al Museo del complesso delle Oblate.
È morto a Firenze il 24 giugno 1998.
È sepolto nel Cimitero delle Porte Sante di Firenze.

## Esposizioni principali
- Galleria S.Trinita (Firenze, 1944)
- Galleria Michelangelo (Firenze, 1947)
- Arrivederci a Firenze, Casa di Dante (Firenze, 1956)
- Art exhibit, Rabin & Krueger Gallery (Newark, 1957)
- I maestri e i pittori toscani contemporanei, Galleria La Permanente (Firenze, 1958)
- Mostra d'Arte di piazzale Donatello, riceve il premio acquisto dell'Ente Provinciale del Turismo di Firenze (Firenze, 1959)
- Quartieri di Vasco Pratolini, Galleria Tornabuoni (Firenze, 1961)
- Galleria Vasari (Arezzo, 1962)
- Personale, (New Jersey, 1964)
- Personale (Ohio, 1965)
- Rabin & Krueger Gallery (Newark, 1965)
- Omaggio a Fiesole (Fiesole, 1966)
- Angoli di Firenze dedicati a Piero Bargellini, Galleria d'arte Palazzo Vecchio (Firenze, 1967)
- Personaggi ed angoli del Porcellino, COFAT (Firenze, 1969)
- Personale (Pittsburgh, 1972)
- Firenze dai tetti, COFAT (Firenze, 1972)
- Vecchi quartieri, COFAT (Firenze, 1974)
- Galleria La Serrure (Parigi, 1978) presentata da Vasco Pratolini
- Galleria Pananti, (Firenze 1980) presentata da Tino Buazzelli
- Appunti di un viaggio a New York, in California e nel Messico, Galleria Tornabuoni (Firenze, 1981)
- Deutsche Bank (Memmingen, 1985)
- Da New York a Firenze, Galleria Il Magnifico (Firenze, 1988)
- Ne Holgasse (Memmingen, 1992)
- Associazione culturale Italo-Tedesca (Memmingen, 1994)
- Rassegna d'arte contemporanea, Basilica di San Lorenzo (Firenze, 1995)
- Galleria d'arte Spagna (Firenze, 1999)
- Castello di Poppiano (Montespertoli, 1999)
- Firenze nel cuore, Firenzeart Gallery (Firenze, 2003) mostra antologica a cura di Gabriella Gentilini
- Columbus Centre (Toronto, 2011), in collaborazione con Firenzeart Gallery, a cura di Gabriella Gentilini
- La poesia nelle strade di Firenze, Palazzo comunale di Fiesole (Fiesole, 2012), a cura di S. De Rosa
- Palazzo Medici Riccardi (Firenze, 2013)
- Villa di Poggio Reale e Palazzo Comunale di Rufina (Rufina, 2015), a cura di Firenzeart Gallery
- Istantanea ed Eterna, Firenze negli acquerelli di Rodolfo Marma, Accademia delle arti del disegno (Firenze, 2017), a cura di Gabriella Gentilini